# Bread & Barrels of Water
Bread & Barrels of Water er det andet studiealbum fra den danske musikgruppe Outlandish. Albummet blev udgivet den 9. september 2002 og bestod blandt andet af hitsinglerne Walou, Guantanamo og Aicha.

## Modtagelse
Modtagelsen af albummet var generelt positivt. Politikkens anmelder sagde om albummet, "Outlandish har smidt naiviteten og excellerer på deres andet album i intelligent brugsmusik" mens Informations anmelder Klaus Lynggaard sagde at "...dette er den hidtil mest vellykkede og eksplosiv ret, det lokale musikalske fusionskøkken hidtil har disket op med". Jyllands-Postens anmelder Anders Houmøller Thomsen var dog lidt mere kritisk i hans tilgang til albummet og kaldte det for "originalt og selvsikkert – men også humorforladt"

## Hitlister
| Hitliste (2002-2003)        | Højeste placering |
| --------------------------- | ----------------- |
| Danmark (IFPI)              | 1                 |
| Finland Top 50 Albums       | 16                |
| Holland Albums Chart        | 24                |
| Schweiz                     | 11                |
| Sverige Top 60 Albums Chart | 14                |
| Tyskland                    | 13                |
| Østrig                      | 14                |

## Spor
| Bread & Barrels of Water | Bread & Barrels of Water | Bread & Barrels of Water | Bread & Barrels of Water | Bread & Barrels of Water | Bread & Barrels of Water | Bread & Barrels of Water | Bread & Barrels of Water | Bread & Barrels of Water | Bread & Barrels of Water |
| #                        | Titel                    | Sangskriver(e)           | Producer                 | Længde                   |                          |                          |                          |                          |                          |
| ------------------------ | ------------------------ | ------------------------ | ------------------------ | ------------------------ | ------------------------ | ------------------------ | ------------------------ | ------------------------ | ------------------------ |
| 1.                       | "Introduction"           |                          |                          | 3:21                     |                          |                          |                          |                          |                          |
| 2.                       | "Guantanamo"             |                          |                          | 4:56                     |                          |                          |                          |                          |                          |
| 3.                       | "Peelo"                  |                          |                          | 3:33                     |                          |                          |                          |                          |                          |
| 4.                       | "Walou"                  |                          |                          | 3:54                     |                          |                          |                          |                          |                          |
| 5.                       | "Aicha"                  |                          |                          | 4:36                     |                          |                          |                          |                          |                          |
| 6.                       | "Gritty"                 |                          |                          | 4:30                     |                          |                          |                          |                          |                          |
| 7.                       | "Interlude"              |                          |                          | 1:03                     |                          |                          |                          |                          |                          |
| 8.                       | "If Only"                |                          |                          | 4:20                     |                          |                          |                          |                          |                          |
| 9.                       | "Fatima's Hand"          |                          |                          | 4:15                     |                          |                          |                          |                          |                          |
| 10.                      | "We Dareti el Ayam"      |                          |                          |                          |                          |                          |                          |                          |                          |
| 11.                      | "El Moro"                |                          |                          | 5:25                     |                          |                          |                          |                          |                          |
| 12.                      | "Faat al Miaad"          |                          |                          |                          |                          |                          |                          |                          |                          |
| 13.                      | "Eyes Never Dry"         |                          |                          | 4:11                     |                          |                          |                          |                          |                          |
| 14.                      | "Detni Essekra"          |                          |                          |                          |                          |                          |                          |                          |                          |
| 15.                      | "A Donkey Named Cheetah" |                          |                          | 3:04                     |                          |                          |                          |                          |                          |
| 16.                      | "Dirty Dirty East"       |                          |                          | 3:52                     |                          |                          |                          |                          |                          |
| 17.                      | "Life is a Loom"         |                          |                          | 4:04                     |                          |                          |                          |                          |                          |
| 18.                      | "Bumpy"                  |                          |                          | 3:23                     |                          |                          |                          |                          |                          |
| 55:00                    |                          |                          |                          |                          |                          |                          |                          |                          |                          |